# モントリオール交響楽団

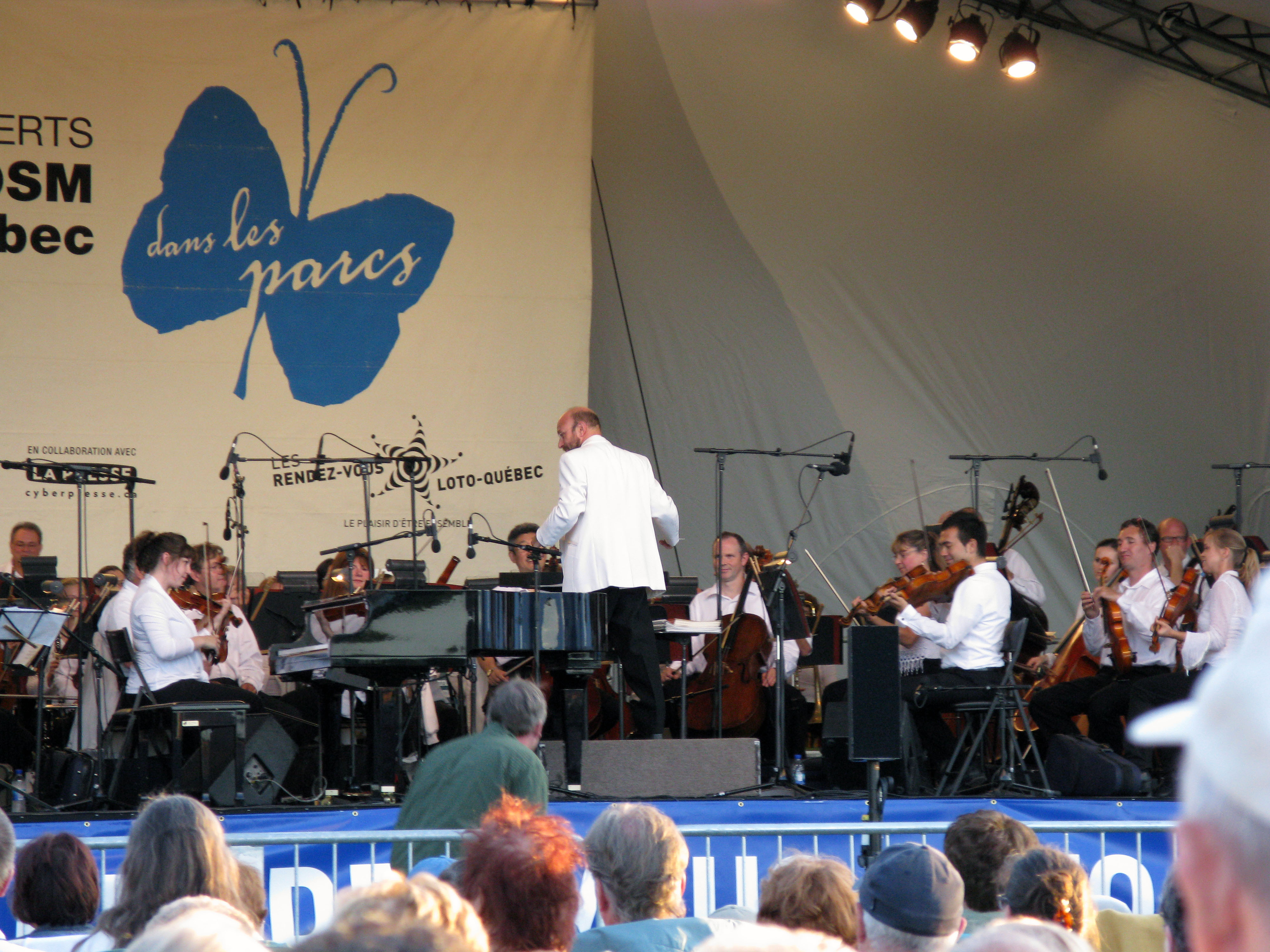
野外のコンサートでの演奏風景

モントリオール交響楽団（モントリオールこうきょうがくだん、仏: Orchestre symphonique de Montréal、略称OSM）は、ケベック州モントリオールを拠点とするカナダのオーケストラ。

## 概要
この名称の音楽団体は、1897年や1930年にも設立されているが、現在の団体とは直接的な関連はない。現在の団体は、ウィルフリード・ペルティエ（Wilfrid Pelletier）により1934年に結成された「交響楽団」（Les Concerts Symphoniques）にさかのぼり、1954年から現在の楽団名に改名された。1960年代にモントリオールの慈善事業家ジョン・ウィルソン・マッコネルより、コンサートマスターのために1727年製のストラディヴァリウスが寄贈されている。
創設時から1963年までプラトー・ホールを本拠としたが、1964年からプレイス・デ・アーツとザール・ウィルフレッド・ペレティエで演奏活動を行うようになった。2011年から本拠をモントリオール・シンフォニー・ハウスに移した。
歴代首席指揮者には、イーゴリ・マルケヴィチやズービン・メータなどが名を連ねている。1970年の大阪万博で初来日。ベルリン・フィル、ニューヨーク・フィルなどが居並ぶ中で無名に近い存在だったが、当時の首席指揮者フランツ＝パウル・デッカーが手塩にかけた合奏力の高さを披露し、同団の名を日本人に印象付けた。
1977年に、シャルル・デュトワが音楽監督に就任し、磨き抜かれた美しい響きと確かな技術を獲得して、「フランスのオーケストラよりフランス的なオーケストラ」と呼ばれ、世界的な名声を獲得した。現在では世界有数のオーケストラの一つに数えられている。デュトワ＆OSMのコンビでの来日公演も行い、日本各地での演奏会は好評を博した。しかし、2002年に楽団員との対立により、デュトワは首席指揮者を辞した。幹部・理事会からは辞任を惜しむ声が出たが、ケベック音楽家ユニオンは修復不可能なほど関係がこじれてしまった旨を明らかにしている。
労組が交渉の際に契約期限に譲歩をしてから数ヵ月後の2005年5月10日に、楽団員がストライキを決行し、《聖者の行進When The Saints Go Marching In 》を演奏しながら立ち去った。
2006年から2020年までケント・ナガノが、2021年からラファエル・パヤーレが音楽監督を務める。

## 主な歴代首席指揮者・音楽監督

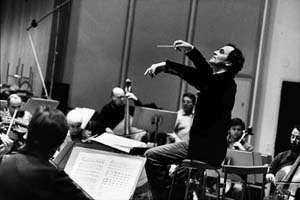
シャルル・デュトワ

- ウィルフリード・ペレイェィエ（1936年 - 1941年）[2]
- デジレ・デュフォー（1941年 - 1953年）[2]
- イーゴリ・マルケヴィチ（1957年 - 1961年）[3]
- ズービン・メータ（1961年 - 1967年）[3]
- フランツ＝パウル・デッカー（1967年 - 1975年）[2]
- ラファエル・フリューベック・デ・ブルゴス（1975年 - 1976年）[2]
- シャルル・デュトワ（1978年 - 2002年）[2][5]
- ケント・ナガノ（2006年 - 2020年）[6]
- ラファエル・パヤーレ（英語版）（2021年 - ）[4]

## 録音
デュトワ時代に、主にデッカ社から多数のレコーディング作品を世に送り出し、それらは広く知られている。代表的名盤として、仏ＡＣＣディスク大賞に輝いたベルリオーズの《トロイアの人々》、音楽之友社レコード・アカデミー賞を受賞したドビュッシーの《海》、ラヴェルの《ダフニスとクロエ》などの録音などがある。
これらの録音は、かつてアンセルメ＝スイス・ロマンド管が残したレパートリーのＣＤによる再録音を計画したデッカ社との専属契約により製作されたものである。
またナガノの指揮でベートーヴェンの交響曲全集をソニーへ録音している。